# Taiwan Ginkō
Die Taiwan Ginkō (jap. 臺灣銀行, heute: 台湾銀行, eng. Bank of Taiwan) war die halbstaatliche Zentralbank für die seit 1895 japanische Insel, dort mit Notenprivileg. In Japan und auf dem chinesischen Festland agierte sie auch als gewöhnliche Geschäftsbank mit Wechsel-, Depositen und Börsenverkehr.

## Gründung
Gesetz Nr. 38 vom 30. März 1897, regelte die Errichtung der Taiwan Ginkō K.K. Von den anfänglich fünf Millionen Silber-Yen Kapital (eingezahlt: ¼, 1902: ½) zeichnete die Regierung eine Million. Der Präsident und sein Stellvertreter wurde von der japanischen Regierung aus dem Kreise derjenigen Anteilseigner ernannt, die mindestens einhundert Aktien hielten. Der Nominalwert der Aktien war 100 ¥. Zu den Großaktionären gehörte von Anfang an auch der kaiserliche Haushalt, dessen Besitz mit Stand 30. September 1945 mit 15000 festgestellt wurde. Die Statuten waren zunächst auf zwanzig Jahre angelegt. Der Betrieb, mit Hauptsitz in Taihoku, begann offiziell am 26. September 1897, die eigentlichen Geschäfte nahm man erst im März 1899 auf.
Die Regierung verzichtete die ersten fünf Jahre auf ihre Dividende, das Geld sollte stattdessen in einen Reservefonds fließen. Eine erste Verdoppelung des Kapitals erfolgte im April 1910, eine zweite wurde 1915 abgeschlossen. Bis 1920 erreichte man 30 Millionen. Dieses Kapital wurde später noch einmal verdoppelt.

## Geschäftsbetrieb

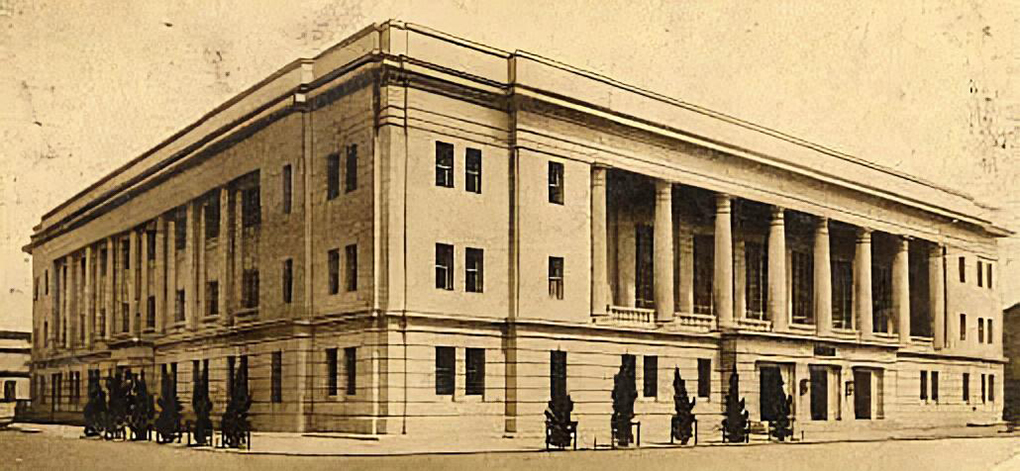
Hauptsitz in Taihoku (1940)

Zu den Aufgaben der Bank gehörte es, auf der Insel ein geordnetes Finanzwesen möglich zu machen, die Währung zu vereinheitlichen, den Zinssatz zu stabilisieren und so eine kapitalistische Ausbeutung des neu erworbenen Gebiets zu ermöglichen. Dazu finanzierte man besonders große Infrastrukturmaßnahmen wesentlich mit. Um geordnete Währungsverhältnisse herstellen zu können, stellte die Regierung im Juli 1899 zwei Millionen 1-Yen-Münzen für fünf Jahre zinslos zur Verfügung. Als Hausbank der Zivilverwaltung von Taiwan war man deren Kreditgeber. Die Bank hatte damit für Taiwan eine ähnliche Funktion wie die Chōsen Ginkō für das japanisch verwaltete Korea. Für Hypotheken fungierte man als Agent der zu diesem Zweck 1896 gegründeten halbstaatlichen Nippon Kangyō Ginkō. Besonders die Umsätze aus dem Wechseldiskont stiegen schnell an: von 1899 1,2 Mio. auf 1903 über 28 Millionen. An Dividende schüttet man in dem Jahr 9 % aus.
Die Umstellung des Yen auf den Goldstandard erfolgte für Taiwan nicht wie in Japan 1897, sondern erst zum 1. Juli 1904 und war 1907 abgeschlossen.
Die Einlagen auf dem chinesischen Festland stiegen nach dem Umsturz 1911 rapide an; ('000 Dollar): 1906: 449, 1908: 1273, 1911: 3043, 1913: 6376.
Das Kapital zum Ende des Geschäftsjahres 1915 lag bei zwanzig Millionen Yen (17½ Mio. eingezahlt). Der Reservefonds enthielt 4,1 Mio. ¥. Es befanden sich Banknoten für 17,6 Mio. im Umlauf. Kredite an die Regierung überschritten 6 Mio. Bei einer Bilanzsumme von 174⅛ Mio. erzielte man einen Gewinn von 861000 ¥. Im kriegsbedingten Boom konnte man den Betrieb stark ausweiten. Zum 30. Juni 1917 lag der Reservefonds bei über fünf Millionen, der Notenumlauf bei 26,85 Mio. und die Bilanzsumme war bis auf 306 Mio. gestiegen. Der Gewinn des ersten Halbjahrs 1917 war 1,1 Millionen Yen.

### Filialen
Filialen errichtet man in Tokio und anderen japanischen Handelsstädten. Niederlassungen im Ausland bestanden, abgesehen vom chinesischen Festland, in New York, London (58 Old Broad St.), auf Java: Samarang, Batavia und Surabaya, Hongkong, Bangkok, Bombay, und Singapur. Durch Korrespondenten vertreten war man in Russland, den USA und auf den Philippinen. Die Filiale in Shanghai war am Bund 16.
Auf Taiwan bestanden 1920: Ako, Giran, Kagi, Karenko, Keelung, Makung, Pinan, Shin-chiku, Taichu, Tainan, Takow, Tamsui, Tōen, Nantō.

### Kollaps 1927 und Reorganisation
Zum 1. September 1926 wurde Soyeda Juichi, der 1899–1901 Bankpräsident gewesen war, zum zusätzlichen externen Revisor der Bank ernannt. Die Bank übernahm im Januar einen wesentlichen Teil der von Suzuki shōtenin Kōbe gehaltenen Regierungsanleihen. Dies zu einer Zeit, als die zur Krisenbewältigung nach dem Erdbeben 1923 ausgegebenen Notfallnoten ersetzt werden sollten. Als während der Parlaments-Debatte am 14. März 1927 bezüglich der Sicherheit von 207 Millionen Yen derselben, der Finanzminister Naoharu Kataoka, bemerkte die Tōkyō Watanabe Bank wäre bankrott, kam es in den nächsten Tagen zu einer Bankpanik, die aber schnell abflaute. Im April folgte die nächste Krise, die diesmal die Taiwan Ginkō zum Zusammenbruch brachte. Am 18. musste man die Zahlungen einstellen. In der folgenden Krise verordnete die Regierung am 22. zwei Bankfeiertage, sowie ein dreiwöchiges Moratorium für Zahlungen. Trotz getroffener Notmaßnahmen, wie großzügig bereitgestellter Kredite folgte die sogenannte Shōwa-Finanzkrise, nach deren Ende von über 1800 Geschäftsbanken nur noch 465 bestanden.
Soyeda übersah bis zu seinem Tode 1929 die Sanierungsmaßnahmen des zusammengebrochenen Instituts, das reorganisiert bis zum Ende des Zweiten Weltkriegs weiter agierte. Der Bankpräsident seit 1927 S. Shimoda (島田茂) wurde Anfang Mai 1934 wegen Insiderhandels entlassen.
Während der japanischen Besetzung Hongkongs, wurden nur zwei Banken, die Yokohama Specie Bank und die Bank of Taiwan, wiedereröffnet, während die übrigen Banken von den Japanern liquidiert wurden. Auch auf den Philippinen übernahm man ausländische Geschäftsbanken.
Wie zwanzig andere Banken wurden am 30. September 1945 auf Anordnung von SCAP, die japanischen Filialen beschlagnahmt, ihre Liquidation geplant. Nachdem sich das Kuomintang-Regime in der Provinz Taiwan 1946 etablierte, übernahm es und verstaatlichte das Institut, dabei fusionierte man mit anderen örtlichen Banken.

## Banknoten

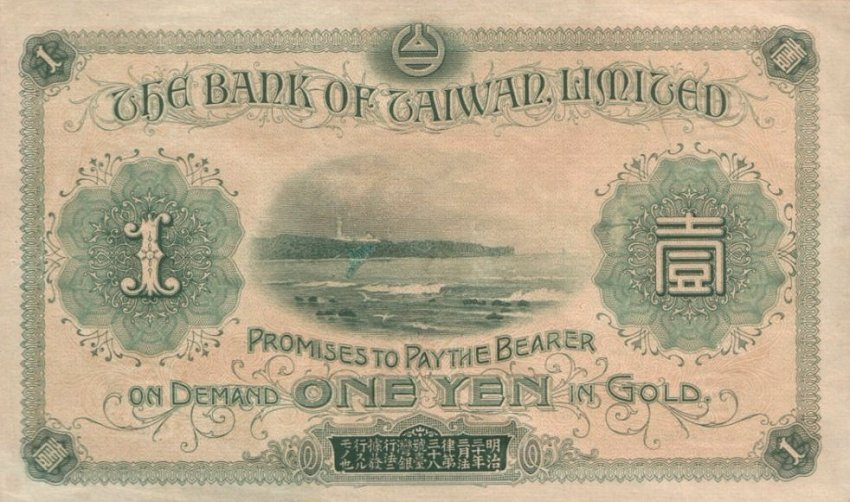
1 Gold Yen (1915, rev.)

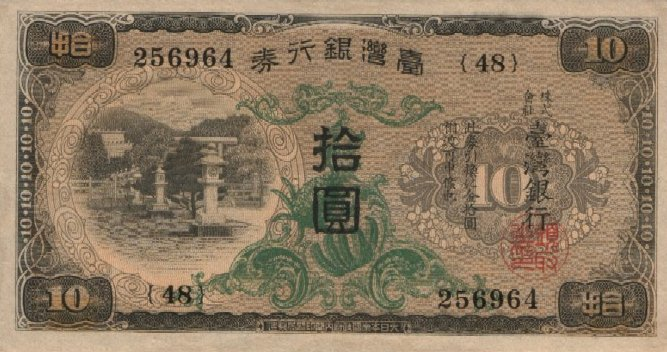
10 Yen, Serie 1932 (obv.)

Von Anfang an hatte das Institut das Recht, Noten auszugeben, die bis zu einem Betrag von 5 Mill. Yen nicht gedeckt zu sein brauchten. Noten, welche diesen Betrag überschreiten, waren einer Minimalsteuer von 5 % unterworfen. Im Mai 1902 waren auf Taiwan Geldscheine für 3,35 Millionen Silber-Yen im Umlauf. An Denominationen gab es Scheine zu 1, 5, 10 und 50 ¥ Die ersten goldgedeckten Scheine gab es zu 1, 5 und 10 ¥, 50-Yen-Noten erst wieder ab 1924, der erste 100 ¥-Schein wurde 1928 emittiert. Es folgten 1000 Yen 1945.

### China
Wie zahlreiche ausländische Banken in China emittierte man zu einer Zeit als in China kein geordnetes einheimisches Finanzwesen bestand, silbergedeckte Noten für den lokalen Bedarf. Ausgebende Filialen waren: Amoy (Yen: 1905-9), Kanton (1911: „local currency“ und „Yen“), Foochow ($: 1906, 1914-6), Hankou ($: 1915-8), Kiukiang ($: 1913-4); Swatow ($: 1908, 1911-2).